# Раковички карневал
Раковички карневал је манифестација међународног типа. Одржава се у априлу од 2013. године у организацији београдске општине Раковица.

## О карневалу
Раковички карневал траје два дана. 
Првог дана одржава се Дечја карневалска поворка. Улицом Патријарха Јоаникија на Видиковцу дефилују карневалске групе састављене од деце из раковичких вртића и основних школа. На траси дугој 800 метара, карневалске групе на три бине изводе перформансе у трајању до три минута. Главни перформанс изводе на главној бини, где их оцењују чланови Федерације европских карневалских градова (FECC). Раковички карневал члан је ове орагнизације од 2013. године.
Чланови FECC-a оцењују карневалске групе у три категорије: 
- најбољи костими,
- најбољи перформанс
- најбољи општи утисак.

Победници Дечје карневалске поворке представљају Раковички карневал на карневалима у земљи и иностранству.
Другог дана одржава се Међународни карневал. На Међународном карневалу учествује око 50 карневалских група из земље и иностранства.
Маскота карневала је Рачица.